# Atanycolus fuscipennis
Atanycolus fuscipennis är en stekelart som först beskrevs av Cameron 1902.  Atanycolus fuscipennis ingår i släktet Atanycolus och familjen bracksteklar. Inga underarter finns listade.